# Эта Андромеды
Эта Андромеды (лат. η Andromedae), 38 Андромеды (лат. 38 Andromedae), HD 5516 — тройная звезда в созвездии Андромеды на расстоянии приблизительно 238 световых лет (около 73 парсеков) от Солнца. Видимая звёздная величина звезды — +4,42. Возраст звезды определён как около 800 млн лет.

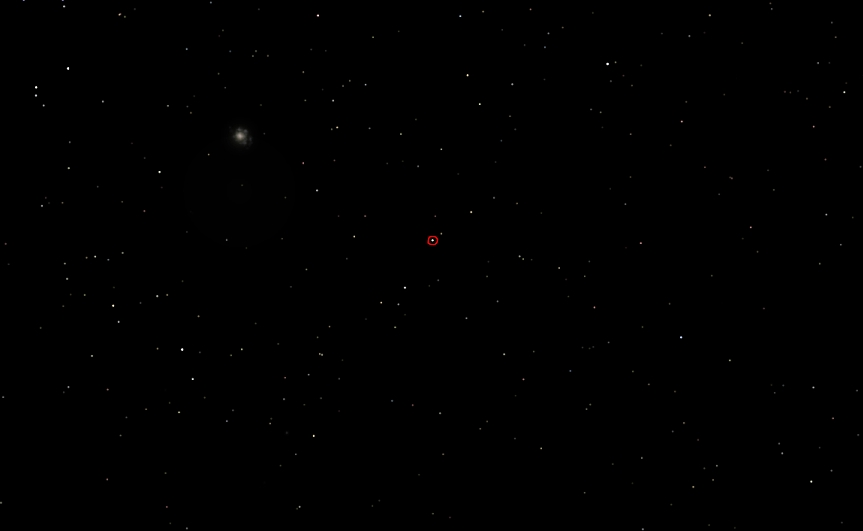
Эта Андромеды в центре, обведена. Слева вверху выделяется Галактика Треугольника.

## Характеристики
Первый компонент (HD 5516Aa) — жёлтый гигант или субгигант спектрального класса G8III-IV. Масса — около 2,59 солнечных, радиус — около 14,05 солнечных, светимость — около 65 солнечных. Эффективная температура — около 4900 K.
Второй компонент (HD 5516Ab) — жёлтый гигант или субгигант спектрального класса G8III-IV. Масса — около 2,34 солнечных, светимость — около 39 солнечных. Эффективная температура — около 4900 K. Орбитальный период — около 115,72 суток.
Третий компонент (UCAC2 39957553) — жёлтый карлик спектрального класса G. Видимая звёздная величина звезды — +11,5m. Радиус — около 1,23 солнечного, светимость — около 1,538 солнечной. Эффективная температура — около 5801 K. Удалён на 133,4 угловых секунды.